# 크누트 홀만
크누트 홀만(노르웨이어: Knut Holmann, 1968년 7월 31일~)은 노르웨이의 카누 선수로 주 종목은 스프린트이다. 1980년대 후반투터 2000년대 초반까지 활약했으며, 올림픽에 4회 참가하여 금메달 3개를 포함한 메달 6개를 획득했다. 또한 세계 선수권 대회에서 금메달 4개를 획득했다.